# Dorimène Desjardins
Dorimène Desjardins, född 1858, död 1932, grundade tillsammans med maken Alphonse en kooperativ kreditkasserörelse som utvecklats till Caisses Desjardins, Kanadas största kooperativa sparbanksrörelse med förgreningar även i USA.
Paret Desjardins bodde i Lévis, Quebec där hon skötte hemmet, de 10 barnen och både familjens ekonomi och övervakade sparkassans verksamhet under makens långa perioder på arbetet i Ottawa.[källa behövs]
Under slutet av 1800-talet var låntagare i Kanada främst hänvisade till privata långivare, ofta mot ockerhöga räntor. Under sista åren av 1890-talet kontaktade Desjardins kooperativa kreditkasserörelser i Europa för att få del av deras erfarenheter för att kunna starta motsvarande verksamheter i Kanada. Kring årsskiftet 1900/1901 startade de en kooperativ kreditkasseverksamhet i hemmet. Den expanderade snabbt från de 12 insättarnas totala C$26,40 i insättning öppningsdagen den 23 januari 1901 till närmare C$40.000 år 1906. År 1920, då Alphonse avled fanns 219 kreditkasserörelser knutna till Desjardins inklusive 23 i Ontario och 9 i fransk-kanadensiska bygder i New England.
År 2016 är Caisses Desjardins en kooperativ sparbanksrörelse med fler än 7 miljoner medlemmar fördelat på 335 kreditkassor framför allt i Quebec och Ontario med ett kapital på närmare C$250 miljarder och en vinst efter skatt på närmare C$2 miljarder.